# Feste Groß-Barmen
Die Feste Groß-Barmen (seltener Feste Gross-Barmen), auch Gross-Barmen-Festung, war eine Festung der Schutztruppe in Deutsch-Südwestafrika, dem heutigen Namibia. Sie befand sich zum Schutze der reichen Grundwasservorkommen bei Gross Barmen unweit westlich von Okahandja.
Die Feste wurde von O. L. Hilken am rechten Ufer des Swakop erbaut und von neun Soldaten besetzt. Sie soll von den Herero im Aufstand dieser zerstört worden sein. Mindestens bis 1930 standen noch Ruinen der Feste.
Unweit von der Festung befand sich die Rheinische Missionsstation Otyikango (Otjikango).